# اوفک-۱۰
اوفک-۱۰ (انگلیسی: Ofek-10) نام یکی از مجموعه ماهواره‌های جاسوسی اوفک است که توسط صنایع هوافضای اسرائیل برای وزارت دفاع اسرائیل طراحی و تولید شده است. اوفک-۱۰ نوعی به‌روزرسانی اوفک-۸ به‌شمار می‌رود که از رادار دهانه ترکیبی با قدرت تفکیک بالا بهره می‌گیرد و قادر به تصویربرداری در شب و هوای ابری است.
اوفک-۱۰ در ۹ آوریل ۲۰۱۴ (۹ سال پس از پرتاب اوفک-۹) از پایگاه هوایی پالماخیم در اسرائیل به فضا پرتاب شد. این ماهواره با استفاده از حامل شاویت در مدار قرار گرفت.